# 4042 Okhotsk
4042 Okhotsk eller 1989 AT1 är en asteroid i huvudbältet som upptäcktes den 15 januari 1989 av de båda japanska astronomerna Kazuro Watanabe och Kin Endate vid Kitami-observatoriet. Den är uppkallad efter Ochotska havet.
Asteroiden har en diameter på ungefär 8 kilometer och den tillhör asteroidgruppen Nysa.